# 益坂
益坂（ますさか）は浅口市（旧鴨方町）の地域である。遥照山山頂の矢掛町との市町境から岡山県道60号倉敷笠岡線までの、浅口市北部のほとんどが益坂にあたる。

## 概要
当地内の主な地域は、川手東（かわてひがし）、川手中（かわてなか）、川手西（かわてにし）、三日市（みっかいち）、松井（まつい）、松井住宅（まついじゅうたく）、広畑（ひろはた）、阿坂（あざか）、片山（かたやま）、午王（ごおう）、鴨池（かもいけ）、和田（わだ）、遥照（ようしょう）。
当初は地頭上村に属し、後に益坂村として独立した。後に鴨方村と合併し、1955年に鴨方町となった。
なお、鴨方地区との境は鴨方I.C.南交差点ではなく、そこから50mほど北にある十字路である。

## 主要施設
- 山陽自動車道鴨方インターチェンジ
- かもがた町家公園
- 国立天文台岡山天体物理観測所（通称：竹林寺山天文台）

## 商業施設
- ホームセンターナフコ

郵便番号
- 719-0234